# Die Marx Brothers auf See
Die Marx Brothers auf See (Alternativtitel: Affentheater / Originaltitel: Monkey Business) war der dritte Film mit den Marx Brothers Groucho, Chico, Harpo und Zeppo Marx. Gedreht und veröffentlicht wurde er im Jahr 1931.

## Handlung
Die Marx Brothers wollen als blinde Passagiere auf einem Schiff von Europa nach Amerika gelangen. Dabei geraten sie auf ihrer Flucht vor der Schiffscrew in eine Auseinandersetzung zwischen den beiden rivalisierenden Gangstern Big Joe Helton und Alky Briggs. Groucho und Zeppo sollen auf der einen Seite Briggs helfen, mit Helton fertigzuwerden, während Harpo und Chico auf der anderen Seite als dessen Bodyguards angeheuert werden. Nach der Ankunft in New York gibt Helton für seine Tochter Mary eine Party. Briggs weiht dabei auf der Terrasse Groucho in seinen Plan ein, Mary zu entführen, um ihren Vater zu erpressen. Dabei hat sich Zeppo auf der Passage in Mary verliebt und Groucho versucht, bei Briggs’ Frau Lucille zu landen. Schließlich gelingt es den Brüdern, Mary zu befreien.

## Bekannte Szenen
- Um als blinde Passagiere von Bord zu kommen, geben sich die vier Brüder bei der Passkontrolle nacheinander als Sänger Maurice Chevalier aus (auch Harpo) und treiben den Kontrolleur damit fast in den Wahnsinn.
Ihre Imitation von Maurice Chevalier zeigten sie bereits bei ihrem Broadway-Bühnenstück I’ll Say She Is.
- Legendär sind auch die Szenen, in denen sich Groucho und Chico zum Essen in die Kapitänskajüte einschleichen und Harpo sich auf der Flucht vor einem Offizier in einem Kasperltheater versteckt.

## Hintergrund
Anstelle von Margaret Dumont spielt in diesem Film Thelma Todd die weibliche Rolle, die auch im folgenden Jahr neben den Marx Brothers in Blühender Blödsinn spielte. In diesem Film sagt Groucho in einer Szene zu ihr: “You’re a woman who’s been getting nothing but dirty brakes. Well, we can clean and tighten your brakes, but you’ll have to stay in the garage all night.” („Sie sind eine Frau, die nichts als schmutzige Bremsen hat. Nun, wir können Ihre Bremsen reinigen und nachziehen, aber Sie müssen die ganze Nacht in der Werkstatt bleiben.“)
Tragischerweise starb Todd 1935 unter mysteriösen Umständen nachts in einer Garage – offiziell an einer Kohlenstoffmonoxid-Vergiftung, es gab aber auch Spekulationen über Mord.

## Kritik
Der Evangelische Film-Beobachter zieht folgendes Fazit: „Etwas schwächer als das Glanzstück der Brüder, der Anti-Kriegs-Film «Duck Soup», aber dennoch ein äußerst kurzweiliger Spaß. Vor allem den Freunden des Slapstick zu empfehlen.“